# Oleksij Resnikow

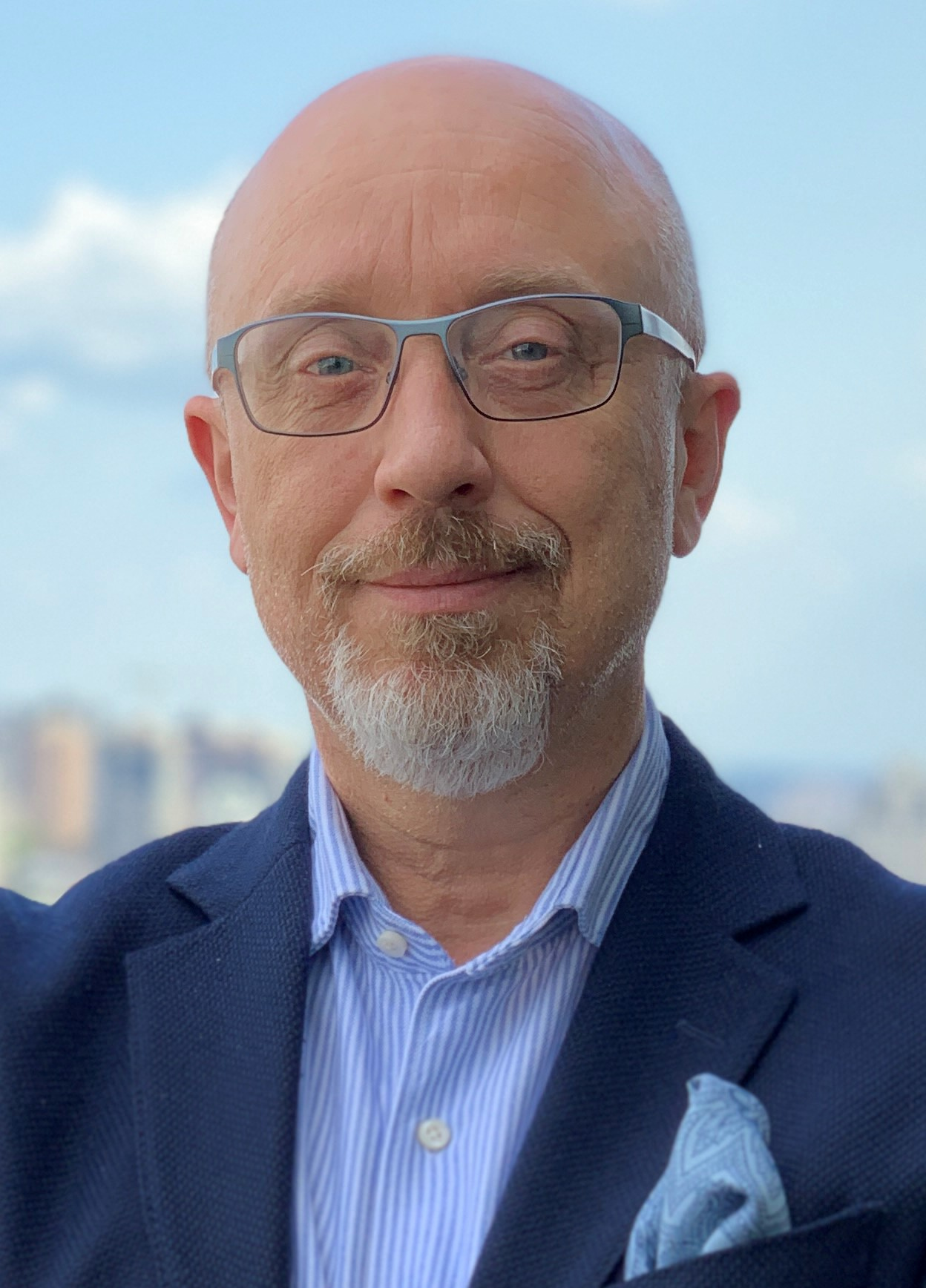
Oleksij Resnikow (2019)

Oleksij Jurijowytsch Resnikow (ukrainisch Олексій Юрійович Резніков; geboren am 18. Juni 1966 in Lwiw, Ukrainische SSR, Sowjetunion) ist ein ukrainischer Politiker und Anwalt.
Er war vom 4. November 2021 bis zum 5. September 2023 Verteidigungsminister der Ukraine. Davor war er seit dem 4. März 2020 Stellvertretender Ministerpräsident und Minister für die Wiedereingliederung besetzter Gebiete im Kabinett Schmyhal.
Als Verteidigungsminister erlebte er den russischen Überfall auf die Ukraine im Februar 2022. Nach Beginn der Invasion war Resnikow als Delegierter für die Ukraine bei den gescheiterten Waffenstillstandsverhandlungen zwischen Russland und der Ukraine zugegen.
Als ukrainischer Verteidigungsminister war er verantwortlich, militärische Auslandshilfen für die Ukraine zu forcieren.
Im Februar 2023 sollte er von Kyrylo Budanow als Verteidigungsminister abgelöst werden. Er war wegen seiner Reaktion auf Affären um im Verteidigungsministerium verortete Korruption und Geldverschwendung von ukrainischen Haushaltsmitteln in Kritik geraten. Am 3. September 2023 erklärte Präsident Wolodymyr Selenskyj, dass Rustem Umjerow Resnikow als Verteidigungsminister ablösen solle. Er begründete die geplante Entlassung Resnikows damit, „dass das Ministerium neue Herangehensweisen braucht und andere Formate der Zusammenarbeit mit den Soldaten und der Gesellschaft insgesamt“. Am 4. September sandte Resnikow ein Rücktrittsgesuch an den Parlamentspräsidenten. Das Parlament bestätigte die Entlassung am 5. September.